# Крупенський Олександр Миколайович
Крупе́нський Олекса́ндр Микола́йович (нар.1861 — пом.12 травня 1939, Париж, Франція) — бессарабський поміщик, Хотинський земський голова (з 1892), депутат бессарабського дворянського зібрання від Хотинського повіту (з 1902), двічі бессарабський голова дворянства (1908-1912), голова Російської монархічної партії в еміграції (з 1919), організатор Російського кадетського корпусу в Парижі, голова Вищої монархічної Ради (з 1926).

## Нагороди
- орден Св. Володимира 4-го ст.
- орден Св. Володимира 3-го ст.
- сербський Орден Святого Сави.